# Cyathea cucullifera
Cyathea cucullifera är en ormbunkeart som beskrevs av Holtt. Cyathea cucullifera ingår i släktet Cyathea och familjen Cyatheaceae. Inga underarter finns listade.